# Housumetsä
Housumetsä är en ö i Finland.   Den ligger i kommunen Pudasjärvi i den ekonomiska regionen  Oulunkaari  och landskapet Norra Österbotten, i den centrala delen av landet, 600 km norr om huvudstaden Helsingfors. Housumetsä ligger i sjön Naisjärvi.